# Nikolai Nikolajewitsch Urwanzew
Nikolai Nikolajewitsch Urwanzew (russisch Николай Николаевич Урванцев, wissenschaftliche Transliteration Nikolaj Nikolaevič Urvancev; * 17. Januarjul. / 29. Januar 1893greg. in Lukojanow, Gouvernement Nischni Nowgorod; † 20. Februar 1985) war ein sowjetischer Geologe und Polarforscher.
Urwanzew war einer derjenigen Geologen, die bei einer Expedition 1919 bis 1922 in der Umgebung der auf Grund dieser Entdeckung 1935 vom Politbüro der KPdSU errichteten Stadt Norilsk Bodenschätze fanden. 1930 bis 1932 erkundete er gemeinsam mit dem sowjetischen Geographen Georgi Alexejewitsch Uschakow den Archipel Sewernaja Semlja. Dabei entdeckten sie einige neue Inseln. Die vollständige Kartierung des Archipels geht auf diese Expedition zurück.
Urwanzew habilitierte sich 1935 auf dem Gebiet der Geologie und Mineralogie. Er unternahm auch Expeditionen auf die Taimyrhalbinsel und ins Mittelsibirische Bergland.
Während des Stalinismus wurde Urwanzew fälschlicherweise der Sabotage beschuldigt und zweimal in Gulag-Lager gesperrt, einmal in das bekannte Besserungs- und Arbeitslager NorilLag. Seine vollständige Rehabilitation erfolgte 1954 nach Stalins Tod. Urwanzew, der später einen Lehrstuhl für arktische Geologie innehatte, wurde mit zahlreichen Ehrungen honoriert, darunter mit dem Leninorden und der Przewalski-Goldmedaille der Russischen Geographischen Gesellschaft. Die Urvantsev Rocks im Mühlig-Hofmann-Gebirge des ostantarktischen Königin-Maud-Lands sind nach ihm benannt.

## Weblink
- Biografie in der Großen Sowjetischen Enzyklopädie in Russisch